# Wake Me Up (canção de Taeyang)
"Wake Me Up" é uma canção do cantor sul-coreano Taeyang. Foi lançada em 16 de agosto de 2017 pela YG Entertainment, servindo como single de seu terceiro álbum de estúdio White Night (2017). A canção foi escrita por Kush e Joe Rhee e produzida pelo primeiro juntamente com R.Tee. Após o seu lançamento, figurou na posição de número cinco na parada estadunidense Billboard World Digital Songs, tornando-se sua melhor posição.

## Antecedentes e composição
Em 7 de agosto de 2017, foram anunciados o título e a data de lançamento de White Night, terceiro álbum de estúdio de Taeyang, quatro dias depois, a YG Entertainment divulgou a informação de que "Wake Me Up" seria a faixa título do álbum, juntamente com a canção "Darling", além disso, informações sobre os responsáveis pela composição de "Wake Me Up" também tornaram-se conhecidos.
"Wake Me Up" é descrita por Tamar Herman da Billboard como "uma faixa ambiente sobre o estado de sonho do amor", Taeyang comentou sobre o significado da faixa dizendo: “É uma canção que pode mostrar principalmente novas cores vocais. Eu gostei de tudo sobre ela desde o conceito até o resultado final. 'Wake Me Up' conta a história de não querer acordar de um sonho relacionado a um amor".

## Vídeo musical
O vídeo musical de "Wake Me Up" foi dirigido por Ian do grupo DPR. A produção apresenta Taeyang acordando em um apartamento sozinho, suas cenas também incluem a de uma floresta "em meio a um sonho cheio de brilho".

## Desempenho nas paradas musicais
Na Coreia do Sul, "Wake Me Up" estreou em seu pico de número vinte  na Gaon Digital Chart e de número sete na Gaon Download Chart com vendas de 69,678 mil downloads digitais pagos, além disso, posicionou-se em número 63 na Gaon Streaming Chart obtendo mais de 1,2 milhão de transmissões. Na semana seguinte, "Wake Me Up" obteve seu pico na Gaon Streaming Chart, posicionando-se em número 49 com mais de 1,4 milhão de transmissões. Nos Estados Unidos, a canção estreou na posição de número nove e na semana seguinte, atingiu seu pico de número cinco na Billboard World Digital Songs.

### Posições
| Paradas (2017)                                 | Melhor posição |
| ---------------------------------------------- | -------------- |
| Coreia do Sul (Gaon Weekly Digital Chart)      | 20             |
| Coreia do Sul (Gaon Monthly Digital Chart)     | 59             |
| Coreia do Sul (Gaon Weekly Download Chart)     | 7              |
| Coreia do Sul (Gaon Weekly Streaming Chart)    | 49             |
| Coreia do Sul (Billboard K-pop Hot 100)        | 29             |
| Estados Unidos (Billboard World Digital Songs) | 5              |